# Неверовский, Дмитрий Петрович
Дми́трий Петро́вич Неверо́вский (21 октября [1 ноября] 1771, Полтавская губерния — 21 октября [2 ноября] 1813, Галле) — русский генерал-лейтенант (1812), участник Наполеоновских войн.

## Жизнеописание

### Происхождение и юность
Происходил из потомственной казачьей старшины Гетманской Украины, представителей древнего польского рода (родоначальник которого проявил себя в битве под Грюнвальдом, родственного польским королям из рода Понятовских), получивших в XVIII веке (мало)российское дворянство, сын золотоношского городничего и сотника на государевой службе надворного советника Петра Ивановича Неверовского от брака его с Прасковьей Ивановной Левицкой. Получил домашнее образование. В четырнадцать лет прекрасно знал русский, немецкий язык и латынь, математику и баллистику, любил военное дело.

### Начало военной службы
16 мая 1786 года вступил солдатом в лейб-гвардии Семёновский полк, куда его определил П. Завадовский. В 1787 году сержант, затем поручик Малороссийского кирасирского полка, затем Архангелогородского мушкетёрского полка.
Позже участвовал в войне с Турцией (участник сражения у Сальчи и взятия Бендерской крепости) и подавлении волнений в Польше в 1794 году (сражался при Деревице, Городище, Остроге, Дубенке и Мацеёвицах, где был свидетелем пленения генерала Костюшко; участник взятия Праги, предместья Варшавы, под началом А. В. Суворова, представлен им к званию секунд-майора).
В декабре 1797 года в звании майора получил назначение в Малороссийский гренадерский полк (расквартированный в Заславле), батальонным командиром.
В 1803 году назначен командиром новообразованного 1-го Морского полка (морская пехота) в Кронштадте, с 21 сентября — полковник.
В 1804 году произведён в генерал-майоры (21 марта) и назначен шефом 3-го Морского полка в Ревеле. В сентябре 1805 года в составе 20-тысячного десантного отряда под командованием генерал-лейтенанта графа П. А. Толстого высадился в Штральзунде (Померания) для действий против французов в Северной Германии. Однако после аустерлицкого сражения корпус Толстого возвратился сухим путём в Россию.
9 ноября 1807 года назначен шефом гренадерского Павловского полка. Был сторонником индивидуальной подготовки солдат.

### Война 1812 года
В январе 1812 года начал формировать в Москве и Подмосковье новую 27-ю пехотную дивизию (Одесский, Тарнопольский, Виленский, Симбирский пехотные полки, 49-й и 50-й егерские полки; 8100 человек, 211 офицеров). В мае 1812 года дивизия была передана в состав 2-й Западной армии П. И. Багратиона, куда шла в пешем порядке полтора месяца, проделав путь в 800 вёрст. После соединения, уже в условиях войны, в составе всей армии дивизия отступала к Смоленску.

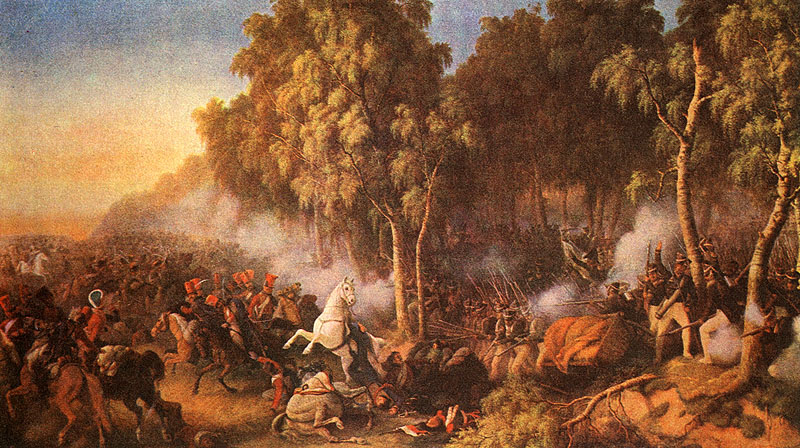
Подвиг генерала Неверовского под Красным. Картина П. фон Гесс, сер. XIX века.

В ходе сражения под Красным 14 августа с 2-мя войсковыми корпусами под командованием маршалов Нея и Мюрата и отступления после него, признаваемого военными авторитетами за беспримерное, проявил высокое командное умение и личный героизм. Несмотря на частые стычки с численно превосходящим неприятелем (6 тысяч у Неверовского против 15 тысяч у французов), его дивизия, впервые оказавшаяся в боевых условиях, отразив около 40 кавалерийских атак, отступала (12 вёрст в течение 5 часов) в величайшем порядке (потеряв только 7 орудий) и успела настолько задержать неприятеля, что русские войска свободно смогли прикрыть Московскую дорогу. Князь Багратион писал в донесении № 475 от 5 августа 1812 года: «Дивизия новая Неверовского так храбро дралась, что и неслыханно против чрезмерно превосходных сил неприятельских. Можно даже сказать, что и примера такой храбрости ни в какой армии показать нельзя».

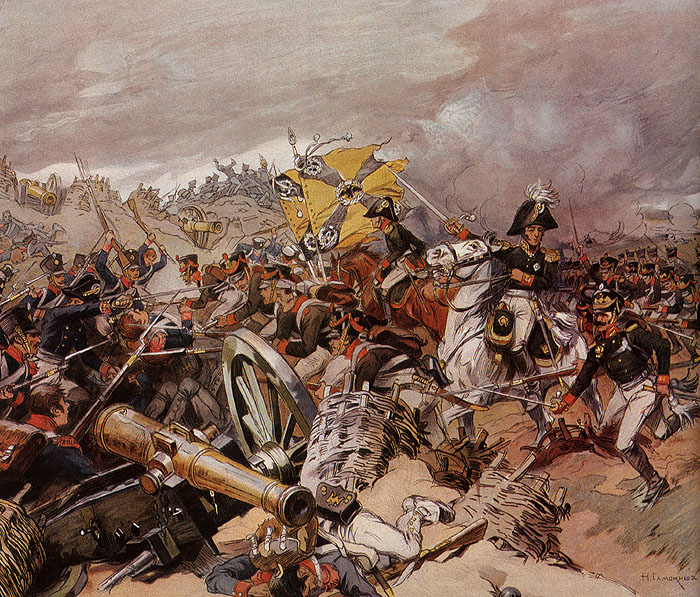
Бой за Шевардинский редут. Картина Н. Самокиш, 1912 года.

4 августа дивизия приняла бой с корпусом генерала Ю. Понятовского у Смоленского предместья Рачевка. Вечером, учитывая сложившееся тяжёлое положение, лично повёл войска в штыки, отбив неприятеля. Оборонительный бой 5 августа также оказался затяжным, но успешным (вновь лично возглавил штыковую атаку).
24 августа дивизия Неверовского в составе отряда генерал-лейтенанта А. И. Горчакова вела бой за Шевардинский редут, в ходе которого потеряла половину состава.

«Несколько раз брали у меня батарею, но я её отбирал обратно. 6 часов продолжалось сие сражение в виду целой армии… В сражении потерял я почти всех своих бригадных шефов, штаб- и обер-офицеров. Накануне сражения дали мне 4000 рекрутов для наполнения дивизии; я имел во фронте 6000, а вышел с тремя»— Д. П. Неверовский. Из записки генерала Неверовского о службе своей в 1812 году
В день Бородинского сражения дивизия, находясь в составе 8-го пехотного корпуса генерал-лейтенанта М. М. Бороздина, сражалась на Багратионовских флешах.

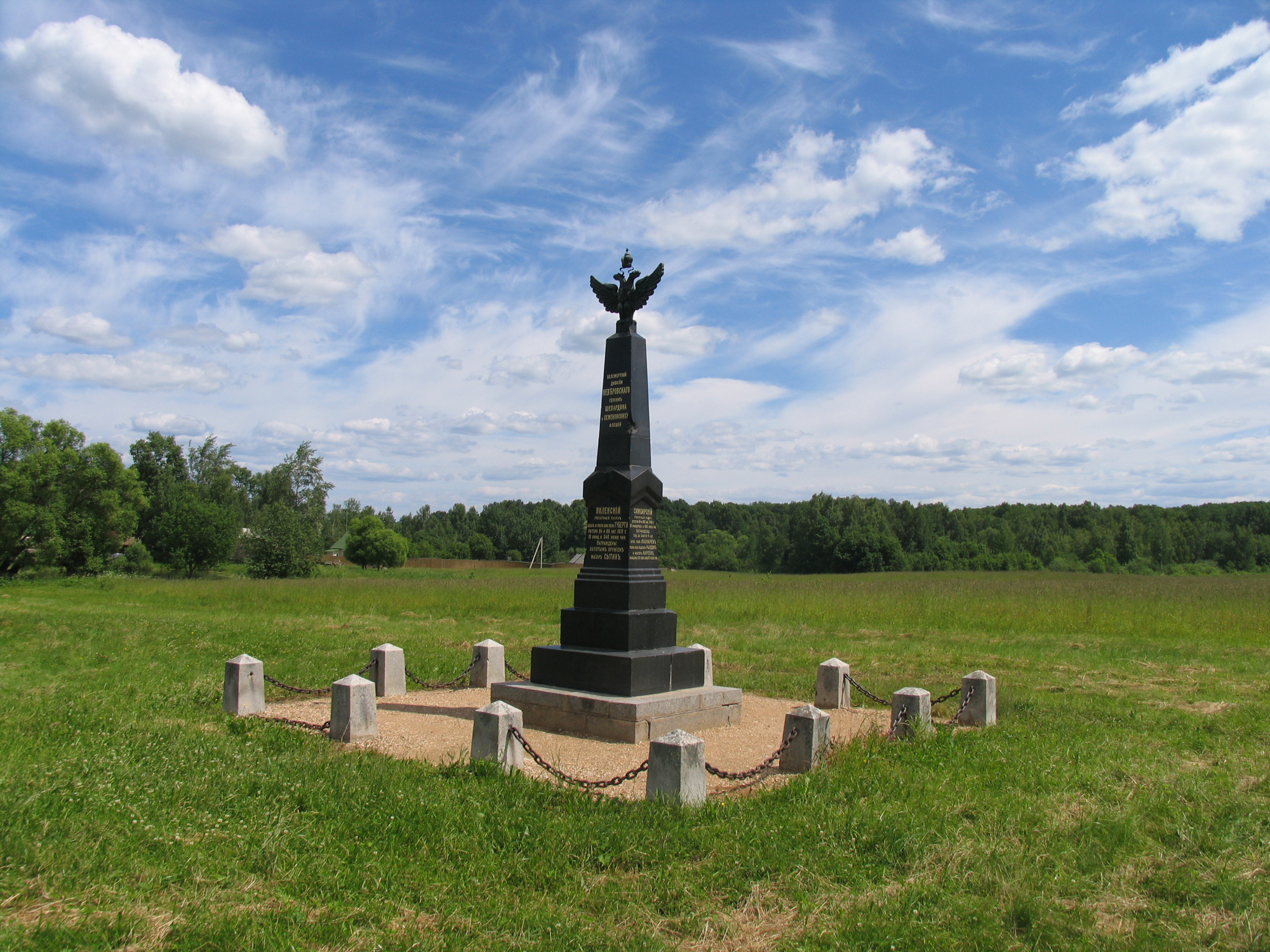
Памятник на Бородинском поле в честь 27-й дивизии Д. П. Неверовского.

Сам Неверовский был контужен в грудь и левую руку, но не вышел из боя и неоднократно лично участвовал в боестолкновениях. 

«Я был послан с дивизиею подкрепить его (Воронцова) и вошёл в жестокий огонь; несколько раз дивизия и я с ней вместе ходили в штыки… Вся армия дралась упорно; но неприятеля было вдвое числом; мы удержали место, выключая наш левый фланг; подал неприятель назад»— Д. П. Неверовский. Из записки генерала Неверовского о службе своей в 1812 году
В 4-х полках дивизии погибли 87 офицеров и 2687 нижних чинов. За сражение Д. Неверовскому было присвоено звание генерал-лейтенанта (21.10.1812).
В ходе Бородинского сражения был смертельно ранен Александр Неверовский, брат Д. Неверовского.
После оставления русской армией Москвы дивизия была переведена в арьергард, под командование М. А. Милорадовича, сражалась у бывшего лагеря русской армии под Красной Пахрой, прикрывая отход основных сил на юг (Д. Неверовский писал сестре, что там он «едва спасся»), Вороново, Тарутино, Малоярославцем («Тут я был в опасности и чуть-чуть не попал в плен», вспоминал Д. Неверовский), снова под Красным. После этого дивизия была отправлена в Вильно для переформирования.
В 1813 году Неверовский участвовал в Заграничном походе русской армии против Наполеона в Германии. Дивизия была в составе 13-го пехотного корпуса Ф. Б. Остен-Сакена. Дивизия Неверовского приняла участие в сражениях при Кацбахе и под Лейпцигом, где 19 октября Неверовский получил смертельную рану (пуля попала в ногу и застряла в кости, позже началась гангрена). Первоначально Неверовский отказался покинуть поле боя и сдать дивизию. Был похоронен в 1813 году в Галле.

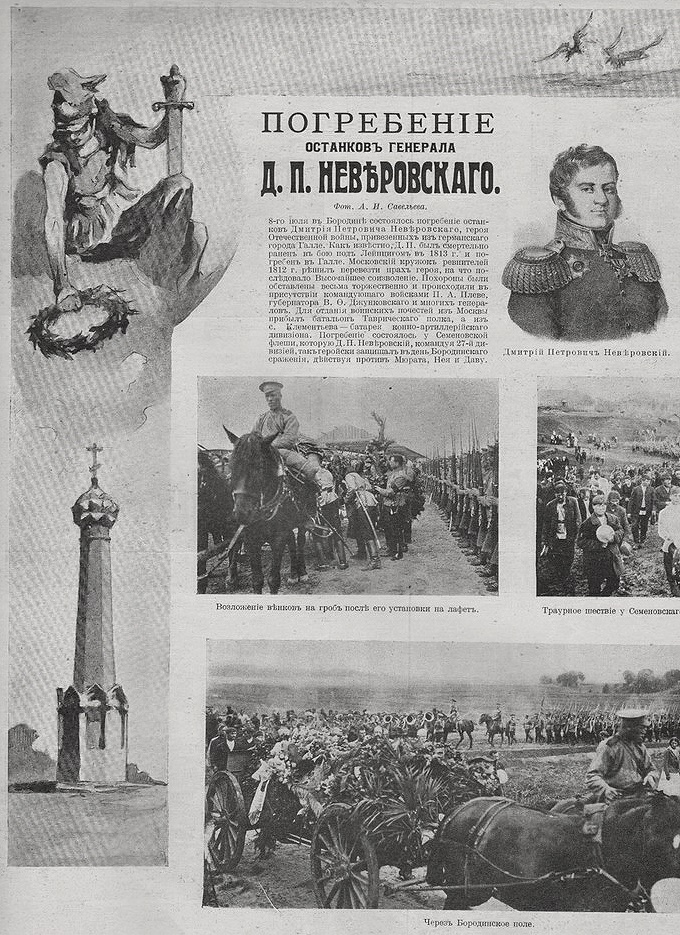
Бородино. Погребение останков генерала Д. П. Неверовского. Июль 1912 г.

К столетнему юбилею Бородинского сражения Московский кружок ревнителей 1812 года решил перевезти из Германии прах героя, на что последовало Высочайшее соизволение. Похороны на Бородинском поле в июле 1912 года были торжественно организованы и происходили в присутствии командующего войсками Московского военного округа П. А. Плеве, московского губернатора В. Ф. Джунковского. Для отдания воинских почестей был прислан батальон Таврического полка. Прах генерала Неверовского перезахоронили на Бородинском поле в районе Семёновских (Багратионовых) флешей, которые защищала дивизия генерала.
Его воспоминания «Записка генерала Неверовского о службе своей в 1812 году» напечатаны в «Чтениях Московского Общества Истории и Древностей Российских при Московском Университете» за 1859 год, т. I..

### Отзывы о Неверовском
Пользовался всеобщим уважением современников. По воспоминаниям, был не только красив собой, высок и статен, но и отличался «чистосердечностью и прямодушием, с простотою обхождения соединял он ум возвышенный, с откровенностью — здоровое и глубокое воззрение на предметы» («Жизнь и подвиги генерал-лейтенанта Дмитрия Петровича Неверовского (1771—1813 годы)», под редакцией полковника Генерального штаба В. А. Афанасьева (Москва, 1912).

«В рассказах современников о генерале Неверовском прежде всего поражает меня общее, единогласное уважение, общая любовь к нему всех знавших его и почти восторженная привязанность его подчинённых, которые по прошествии тридцати лет со времени его кончины любят его, как живого, говорят о нём, как о присутствующем». — Д. И. Дараган, 1845 г.

## Семья
Жена (с 27.07.1805) — Елизавета Алексеевна Мусина-Пушкина (1788—01.07.1853), дочь адмирала А. В. Мусина-Пушкина. Познакомилась с будущем мужем в Ревеле, где «была предметом общего внимания и окружена толпой поклонников и искателей её руки». Овдовев, получила большое единовременное пособие и пожизненную пенсию — полное жалование покойного мужа. В браке родилась дочь (1805 г.р.), которая умерла во младенчестве.
Имел 3 младших братьев и 10 младших сестёр.

## Награды
Российские:
- Золотой крест за взятие Праги (1794)
- Орден Святого Владимира 3-й степени (1804)
- Орден Святого Георгия 4 класса (26 ноября 1810)
- Орден Святого Георгия 3 класса (представлен 6 октября 1813 года за Битву народов, однако из-за смерти получить его не успел и поэтому в официальных списках кавалеров ордена Святого Георгия 3-го класса не значится)[13]
- Орден Святой Анны 1-й степени (1812)

## Память о генерале Неверовском

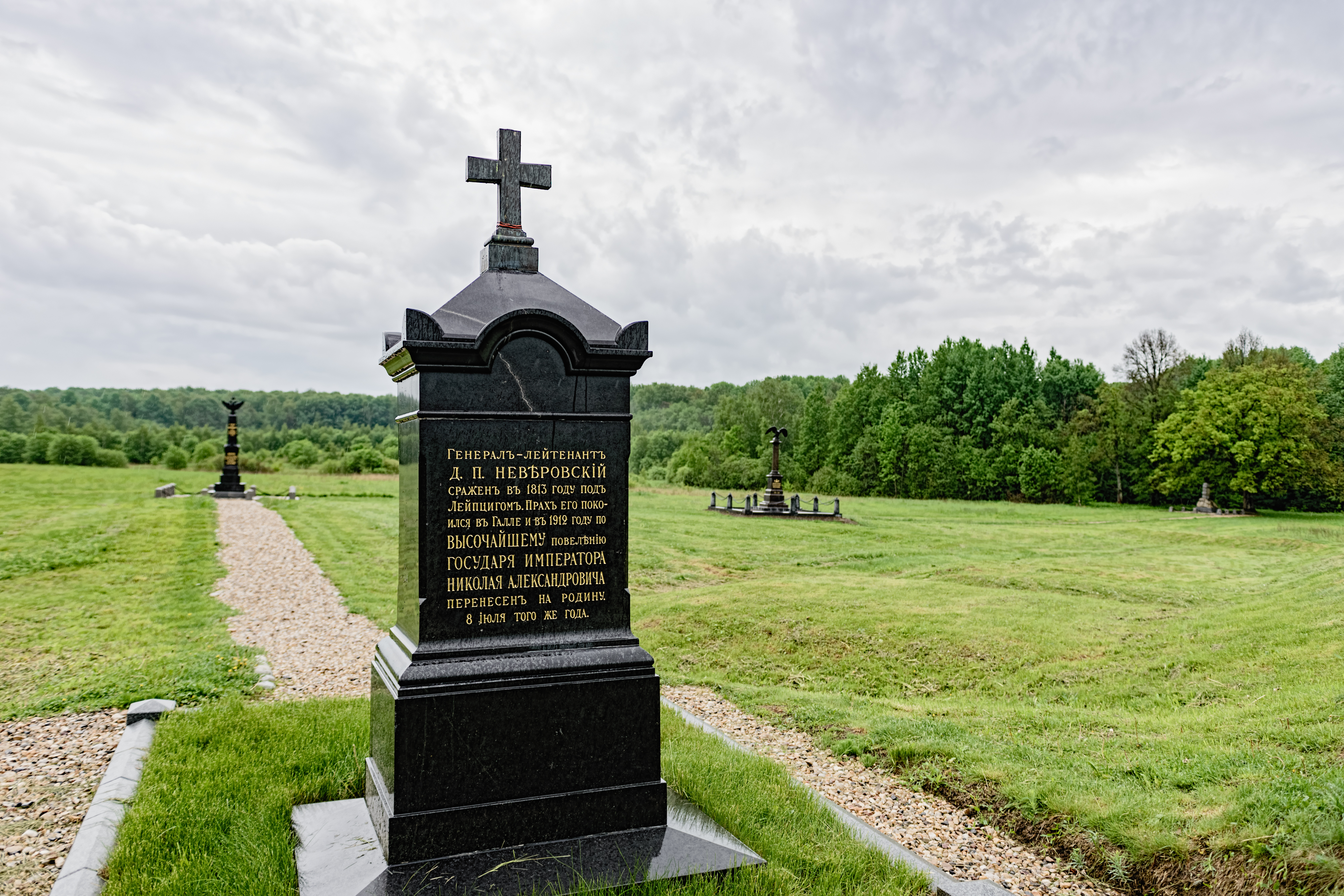
Место захоронения Д. П. Неверовского в 1912 году на Бородинском поле.

Бюст генерала Д. П. Неверовского в Смоленске.

В 1912 году Симбирский 24-й пехотный полк в составе 27-й дивизии был назван его именем.
В 1962 году к 150-летию победы над Наполеоном в Смоленске была переименована улица — стала улица Неверовского.
Бюст генерал-лейтенанта Неверовского установлен в смоленском Сквере Памяти Героев.
В 1971 году в Москве именем Неверовского названа улица близ Кутузовского проспекта.
Его имя сохранилось также в названии подмосковной усадьбы «Неверово».
Станица Неверовское в Макушинском муниципальном округе Курганской области.

### В литературе
В романе Загоскина «Рославлев, или Русские в 1812 году» есть эпизод, явно перекликающийся с отступлением из-под Красного. Персонаж романа капитан Зарядьев командует солдатам:

Слушать команду, равняться, идти в ногу, а пуще всего не прибавлять шагу. Тихим шагом — марш!
и поясняет Рославлеву, для чего вести их тихим шагом:

А ты бы, чай, повёл скорым? Нет, душенька! от скорого шагу до беготни недалеко; а как побегут да нагрянет конница, так тогда уже поздно будет командовать.
Эпизод относится к дате 15 августа, почти совпадающей с датой реального сражения.

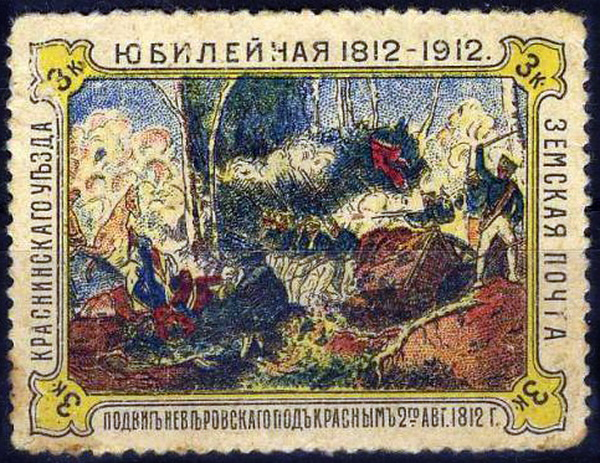

### В филателии
В 1912 году была выпущена юбилейная земская почтовая марка Краснинского уезда Смоленской губернии, посвящённая подвигу генерала Неверовского под Красным.